# 이영진 (1963년)
이영진(李咏眞, 1963년 10월 27일 ~ )은 대한민국의 전 축구 선수이자 지도자이다. 현재 베트남 축구 국가대표팀의 수석코치를 맡고 있다.
서울특별시 출생으로 경희고등학교, 인천대학교(1982학번)를 졸업하였다. 지고는 못 사는 성격으로 인하여 '악바리'라는 별명이 붙었다.

## 클럽 경력
1986년 럭키금성 황소에서 데뷔하여, 그 해 K리그 준우승 등에 공헌하였다. 월드컵에도 1990년, 1994년 2회 출전하였다. 그 후 10년간 한 클럽에서만 선수 생활을 하였으며, 1995년 10월 25일 동대문운동장에서 열린 일화 천마와의 시즌 최종 경기에서 은퇴 경기를 마지막으로 공식적으로 K리그에서 은퇴하였다. 은퇴 후 당시 JFL 소속의 오이타 트리니타로 진출하여 1년 동안 선수 생활을 하였다. 1996년 말 신임 박병주 감독 체제로 코칭 스태프가 개편되면서 트레이너로 안양 LG 치타스에 합류하였으며, 1997 시즌 트레이너이지만 팀 사정상 현역 복귀를 하여 K리그 9경기에 출장하였다.

## 국가대표팀 경력
1989년 5월 23일, FIFA 월드컵 예선에서 싱가포르와의 경기로 A매치 데뷔전을 치렀다. 1990년 FIFA 월드컵, 1994년 FIFA 월드컵 등의 많은 대회에서 뛰었고, A매치 51경기에서 2골을 넣었다.

## 지도자 경력
1996년 일본 오이타 트리니타에서 선수 생활을 마친 후 1997년 친정팀인 안양 LG 치타스(현 FC 서울)에서 트레이너로 지도자 경력을 시작하였고 FC 서울에서 2004년까지 코치로 계속 활동하다 2005년 수석코치로 승진하였다. 2006년 잠깐 팀을 떠나 해외 연수를 갔다왔고 2007년 FC 서울의 수석코치로 다시 선임되어 활동하였다.
2009 시즌 종료 후 귀네슈 감독의 사임과 함께 팀을 떠났다.
2009년 12월, 변병주 감독이 외국인 선수 선발 과정에서 뒷돈을 받은 혐의로 구속되어 사임한 후 대구 FC가 실시한 신임 감독 공개 모집에 지원하여 감독으로 임명되었다. 그는 2010, 2011 2시즌을 이끌며 빠른 템포의 기술 축구를 보였지만, 2011 시즌이 끝난 후 브라질 출신의 모아시르 페레이라 감독이 선임되면서 감독직에서 물러났다. 이후 유럽 연수를 받으며 스포츠동아의 해설위원으로 활동하였다. 2013년 1월 1일 청주대학교 축구부 감독으로 선임되었다.
최덕주 감독이 사임한 후 조광래 단장의 부름을 받아 2014 시즌 종료 후 대구 FC의 감독으로 복귀하였다. 잠시나마 대구 FC의 분위기를 바꾸며 상위권에 올려 놓았지만, 리그 막판에는 뒷심 부족으로 인해 상무에게 추월당하며 승격 PO로 밀렸다. 결국 수원 FC에 패해 K리그 클래식 승격에는 실패했다.
2016년에도 좋은 페이스를 이어 나갔으나 시즌 중 연패에 빠졌고, 결국 2016년 8월 12일 성적 부진의 책임을 지고 사임했다. 감독 대행은 손현준 코치가 맡아 잔여 시즌을 마무리했다.
2017년 10월 30일 베트남 축구 국가대표팀과 베트남 U-23 축구 국가대표팀의 겸임 수석코치로 부임하면서 2018년 AFC U-23 축구 선수권 대회 준우승, 2018년 아시안 게임 축구 4강, 2018년 AFF 스즈키컵 우승에 기여했다.
2019년 2월 23일 베트남 U-23 축구 국가대표팀의 감독으로 선임되었다.

## 플레이 스타일
171cm의 크지 않은 체구로 그라운드 구석구석을 자신의 영역인양 헤집고 다니며, 순간적인 폭발력과 빠른 판단력으로 자신보다 큰 선수들을 압도하여 악바리라는 별명이 붙었다. 빠른 움직임과 넓은 시야로 전방으로 송곳 같은 패스를 보내 공격에 숨통을 트이며, 자신보다 더 큰 상대에게도 밀리지 않는 투지와 승부근성으로 악착 같은 수비력을 보였다.

## 경력 목록

### 클럽 경력
- 1986년 ~ 1995년, 1997년: 럭키금성 황소･LG 치타스･안양 LG 치타스
- → 1990년:  상무(군 복무)
- 1996년:  오이타 트리니타

### 국가대표팀 경력
- 1990년 FIFA 월드컵 대표
- 1994년 FIFA 월드컵 대표
- 1990년 아시안 게임 대표
- 1994년 아시안 게임 대표
- 1990년 다이너스티컵 대표
- 1992년 다이너스티컵 대표

### 지도자 경력
- 1997년:  안양 LG 치타스 트레이너
- 1998년 ~ 2004년:  FC 서울 코치
- 2005년:  FC 서울 수석 코치
- 2007년 ~ 2009년:  FC 서울 수석 코치
- 2010년 ~ 2011년:  대구 FC 감독
- 2013년 ~ 2014년:   청주대학교 감독
- 2015년 ~ 2016년:  대구 FC 감독
- 2017년 ~ 2019년:  베트남 축구 국가대표팀 & 베트남 U-23 축구 국가대표팀 수석 코치
- 2019년 ~ 현재:  베트남 U-23 축구 국가대표팀 감독

## 수상 내역

### 선수
- 1986년 ~ 1995년, 1997년: FC 서울(前 럭키금성 황소･LG 치타스)
- K리그 우승 1회: 1990
- K리그 준우승 2회: 1986, 1993
- 리그컵 준우승 2회: 1992, 1994

### 지도자
베트남 U-23 수석코치
- AFC U-23 축구 선수권 대회

● 준우승 (1): 2018
- 아시안 게임 축구

● 4위 (1): 2018
 베트남 수석코치
- 아세안 축구 선수권 대회

● 우승 (1): 2018

### 개인
- K리그 베스트 11: 1991년

## 참고 자료
- KFA 리포트 나의 선수시절 - 이영진' 빠른 두뇌 회전과 악바리 근성으로 단신 약점 극복
- FC 서울 웹진 2005년 9월호 - 이영진 수석코치 인터뷰 보관됨 2019-02-24 - 웨이백 머신
- FC 서울 웹진 2007년 8월호 - FC서울의 레전드를 찾아서 ‘악바리’이영진과 ‘독수리’최용수 코치 보관됨 2019-02-23 - 웨이백 머신
- 영웅을 만든 또다른 영웅, 베트남대표팀 이영진 코치